# Corfù
Corfù (anche Corcira, /korˈʧira/; in greco Κέρκυρα?, Kérkyra o Κόρκυρα, Korkyra; in latino Corcyra; in veneto Corfù; in albanese Korfuzi) è un'isola greca, nel mar Ionio, posta di fronte alle coste dell'Epiro, al confine tra Grecia e Albania.

## Geografia
L'isola è separata dalla terraferma da uno stretto di larghezza variabile dai 3 ai 25 km. La sua superficie è di 613,6 km², seconda isola Ionica per estensione dopo quella di Cefalonia (786 km²) ed è lunga in linea d'aria al massimo 61,5 km e larga massimo 28,2 km. La popolazione ammonta a circa 110 000 abitanti, dei quali circa 36 000 nella sola capitale, Corfù. L'attrazione principale è costituita dalla costa, non troppo diversa dal Porto di Ortona, dove, come narrato nell'Odissea, sbarcarono Ulisse e i suoi Proci.
Dal punto di vista amministrativo era una prefettura della Grecia, abolita a partire dal 1º gennaio 2011 a seguito dell'entrata in vigore della riforma amministrativa detta programma Callicrate.
È collegata alla terraferma, sia greca sia italiana sia albanese, da diverse linee di navigazione effettuate con traghetti e con aliscafi che fanno capo a Igoumenitsa, Passo, Saranda, Venezia, Bari, Brindisi, Ancona, oltre che da un aeroporto internazionale con collegamenti operati sia da vettori nazionali sia privati, che offrono sia voli di linea sia charter verso numerose destinazioni (in molti casi, nel nord Europa) e un nuovo servizio di idrovolante.
Il nome italiano Corfù si rifà alla denominazione greca Κορυφώ (Koryphō), ovvero "i due picchi", con riferimento alle due principali montagne che segnano il profilo dell'isola, alte rispettivamente 914 e 849 m.

## Storia

### L'età antica
Nell'antichità l'isola veniva chiamata Kórkyra (in greco antico: Κόρκυρα?, in latino Corcyra). In essa si stabilì il più potente stato greco dell'area nord-occidentale. Fu probabilmente una colonia mista inizialmente abitata dalla tribù illirica dei Liburni e dai popoli greci provenienti da Eretria, per poi essere rifondata come colonia di Corinto nel 733 a.C. Passò molte volte da una dominazione all'altra a causa della posizione molto favorevole nel Mar Mediterraneo: fu legata alla repubblica romana dal 229 a.C.

### L'età bizantina

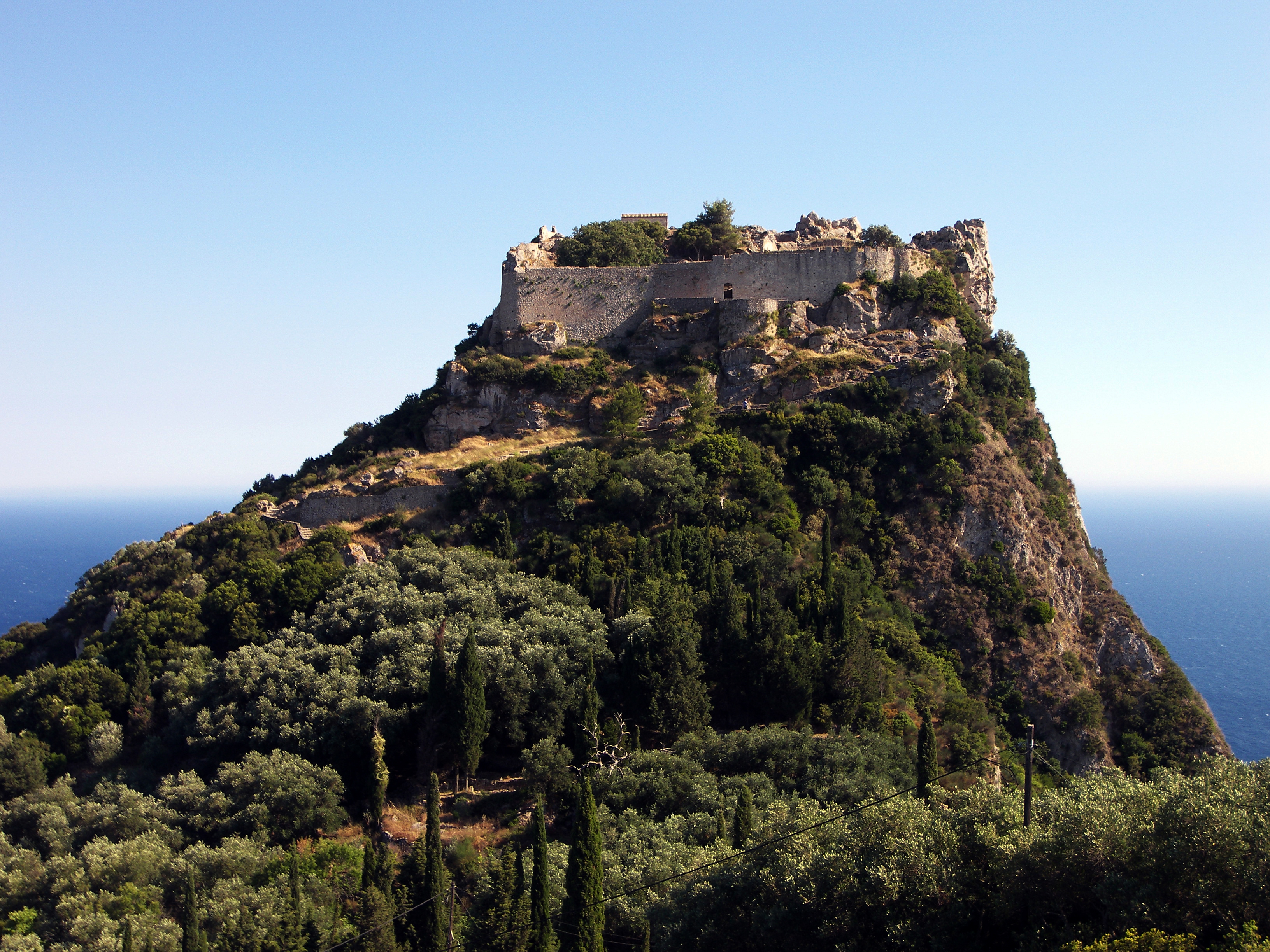
Castello di Sant'Angelo.

Corfù continuò ad appartenere all'Impero romano d'Oriente e dall'VIII secolo costituì un distretto del thema di Cefalonia. Nell'876 la città divenne sede di un vescovato, dipendente dal patriarcato di Costantinopoli.

#### Sotto varie dominazioni
Con l'XI secolo, la conquista normanna dell'Italia meridionale fece dell'isola uno dei primari obiettivi dei sovrani siciliani. Roberto il Guiscardo se ne impadronì una prima volta nel 1081, ma l'intervento della flotta veneziana, chiamata dall'imperatore Alessio I Comneno, riportò l'isola sotto il dominio bizantino. La flotta Normanno-Sicula riconquista però Corfù nel 1147, sia pure per breve tempo, e nuovi attacchi subì nel 1185, finché nel 1197 non cadde in mano ai Genovesi, guidati dall'Ammiraglio Leone Vetrano, il quale ne fece una Signoria personale, divenendone poi Conte. Nel 1204, con la spartizione dell'impero bizantino seguita alla quarta crociata, Corfù fu assegnata ufficialmente a Venezia, la quale solo nel 1206 riuscì però a impossessarsene spodestando il Conte Leone Vetrano. L'isola fu allora divisa in dieci feudi che furono assegnati ad altrettanti nobili veneti, con il solo obbligo di versare un tributo annuo e di provvedere alla difesa. Si trattò però di una breve parentesi, perché nel 1214 se ne impadronì Michele I d'Epiro, primo despota d'Epiro, il quale costruì sulla costa occidentale il castello di S. Angelo a protezione delle incursioni dei pirati genovesi e si preoccupò di risollevare le condizioni della popolazione indigena e del clero ortodosso.

#### Fine del dominio bizantino
Nel 1259 il despota d'Epiro Michele II Ducas dando in sposa la figlia Elena Ducas a Manfredi di Sicilia, figlio di Federico II di Svevia, le diede in dote Corfù e alcune fortezze sulla costa albanese, ponendo così termine alla dominazione bizantina.
Il dominio del re siciliano fu di breve durata: egli, infatti, venne sconfitto e ucciso a Benevento da Carlo d'Angiò, il quale si impadronì così del regno di Sicilia.

### Periodo angioino e principato di Taranto
A Corfù il governatore svevo Filippo Cinardo cercò di conservare il potere proclamandosi re dell'isola e facendo prigioniera la vedova Elena e i figli. In tale occasione il despota Michele II Ducas cercò di recuperare la città, ma i suoi tentativi fallirono e alla fine del 1266 re Carlo d'Angiò riuscì a prendere possesso di Corfù e delle altre terre poste sulla terraferma albanese che erano state di Manfredi, che vennero riunite alla corona napoletana.
Da allora Corfù costituì la capitale dei domini angioino-napoletani del Levante ma, sul finire del Trecento, l'isola e i domini albanesi divennero appannaggio di fatto del principe Filippo I di Taranto che, sposatosi in seconde nozze con Caterina di Valois, nipote dell'ultimo imperatore latino di Costantinopoli, ereditò anche le rivendicazioni dei Courtenay su Costantinopoli. Da allora l'isola fece sempre parte del cosiddetto Principato di Taranto.
A governare l'isola fu inviato un capitano regio e un numeroso seguito di funzionari e di soldati italiani e francesi, e venne intrapresa una radicale trasformazione della società corfiota attraverso la concessione di feudi a baroni provenienti dall'Italia e dalla Provenza, quali i Tocco, i Capece, gli Hulot, gli Altavilla; fu ugualmente modificata la struttura amministrativa dell'isola perché, pur lasciando al loro posto i decarchi istituiti dai despoti epiroti, tutto il territorio fu inquadrato in quattro balivati (Agirù, Oros, di Mezzo e Alefchimo). I continui scambi con la costa italiana portarono poi all'immigrazione nell'isola di numerosi ufficiali e funzionari pugliesi. Nello stesso tempo si cercò di instaurare una gerarchia ecclesiastica cattolica, con l'istituzione di un arcivescovo latino a Corfù e abolendo pertanto il vescovato ortodosso, sostituito da un semplice protopapas, eletto da un collegio di preti e di laici.
Le pressioni religiose dei governatori angioini crearono notevole malcontento tra i Corfioti, e di questa situazione, congiuntamente ai dissidi esistenti a Napoli tra i vari pretendenti al trono, trassero profitto i Veneziani, che sul finire del XIV secolo, vinto il conflitto con Genova, avevano dato inizio a una decisa politica espansionistica lungo le coste albanesi e greche. Nel 1386 i Veneziani assediarono Corfù con un imponente esercito, sotto la guida del signore di Padova Francesco da Carrara, ottenendo alla fine la resa del presidio napoletano e la dedizione della città. Ai Corfioti la Repubblica concesse ampi privilegi e la conferma di tutti i precedenti ordini e statuti, e soprattutto si impegnò per trovare un accordo con la potente aristocrazia baronale che dominava l'isola. L'acquisto, inizialmente solo militare, divenne definitivo solo nel 1402, quando il re di Napoli Ladislao I cedette definitivamente tutti i suoi diritti a Venezia per 30 000 ducati d'oro.

### Epoca veneziana

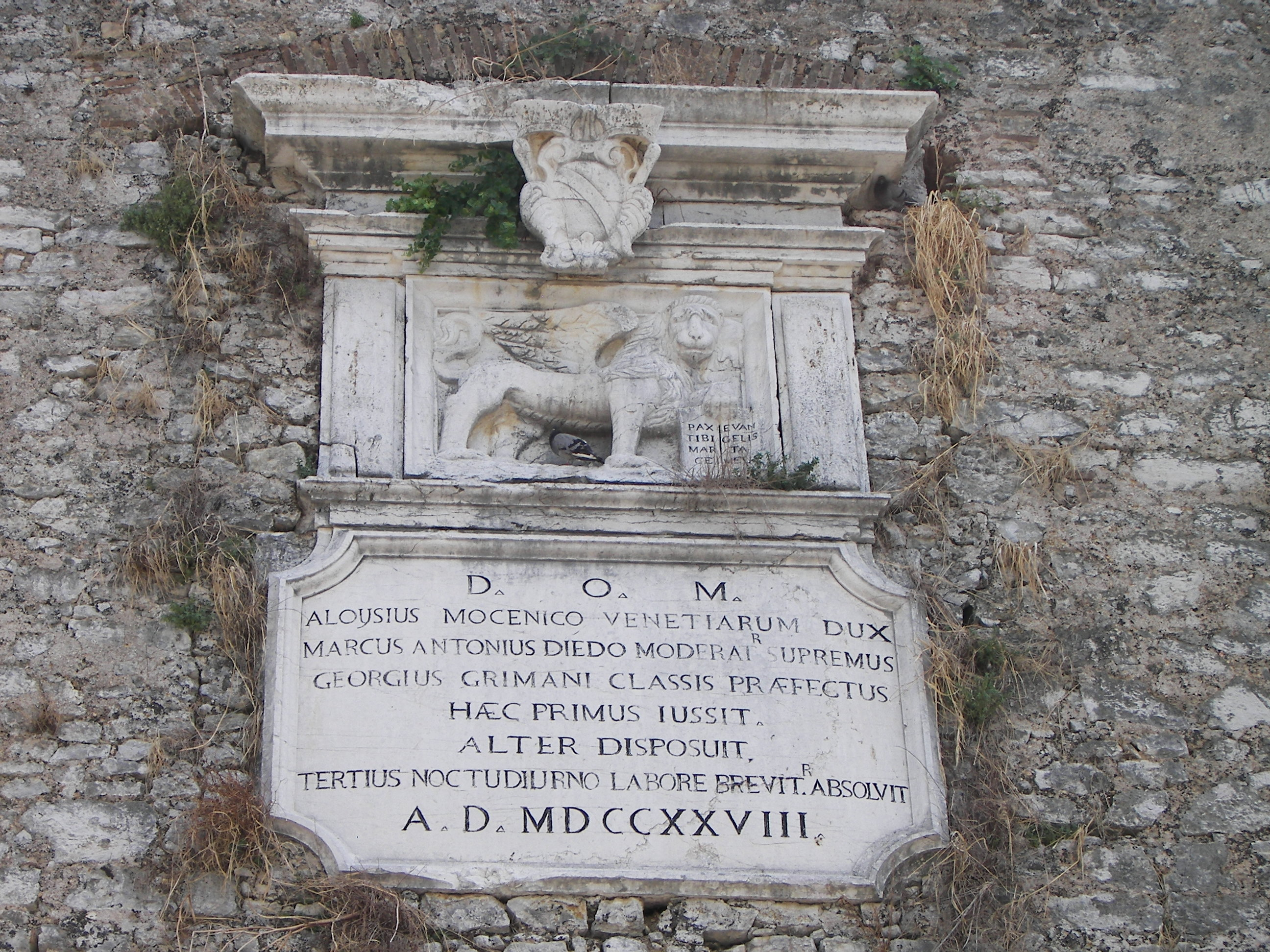
Dettaglio della fortezza nuova.

Sotto il dominio veneziano Corfù fu governata da un patrizio veneziano che, con il nome di Bailo, era nominato per due anni e amministrava la giustizia nell'isola con l'assistenza di due consiglieri, anch'essi veneziani. Ad affiancarlo nelle questioni militari erano un Provveditore e Capitano, il Capitan grande della fortezza vecchia e il castellano del castello della campana nella città vecchia. L'isola era un punto strategico e base della marina Veneziana per il controllo del Mediterraneo Orientale. Nel 1715, dopo la perdita del Peloponneso vi si trasferì il Provveditore Generale da Mar, un senatore nominato dalla Repubblica che aveva il comando supremo della flotta in tempo di pace e al quale fu dato anche il governo civile, criminale e militare delle Isole Ionie. A lui erano portate in appello tutte le sentenze pronunciate dai tribunali e dai rettori delle terre dipendenti che, nel XVIII secolo erano, oltre a Corfù, le isole di Zante, Cefalonia (con Itaca), Santa Maura (o Leucade) e Cerigo, oltre ai due distretti di Prevesa e Vonizza sulla prospiciente costa albanese.

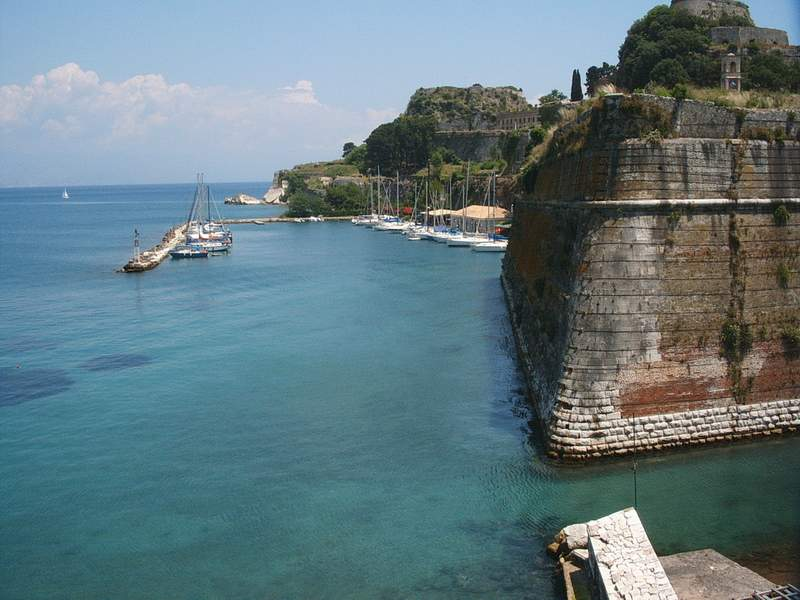
Fortezza di Corfù

La città era retta da un regime aristocratico, essendo consentito l'accesso al consiglio e alle principali cariche pubbliche solo da quelle famiglie (in parte discese dagli antichi baroni francesi e napoletani) iscritte al libro d'oro, redatto nel 1572. L'organo principale dell'amministrazione comunale era il Maggior Consiglio, che si riuniva annualmente per eleggere il Minor Consiglio, dal quale erano eletti tutti i vari ufficiali della città e dei quattro baliati del suo distretto, oltre alle isole di Paxò e Antipaxò e ai borghi fortificati di Butrinto e Parga, situati sulla terraferma.
L'isola fu spesso teatro di scontri in particolare va ricordato l'assedio di Corfu del 1537 dove la Serenissima riuscì a respingere un attacco combinato ottomano e francese durante la terza guerra turco-veneziana.
Memorabile rimane poi il secondo assedio turco del 1716 durante il quale gli 8 000 soldati tra veneziani e corfioti, comandati dal condottiero tedesco Johann Matthias von der Schulenburg tennero testa agli incessanti attacchi di forze molto superiori per circa un mese fino a che queste non dovettero precipitosamente ritirarsi alla notizia delle sconfitte subite per opera degli eserciti asburgici guidati da Eugenio di Savoia.

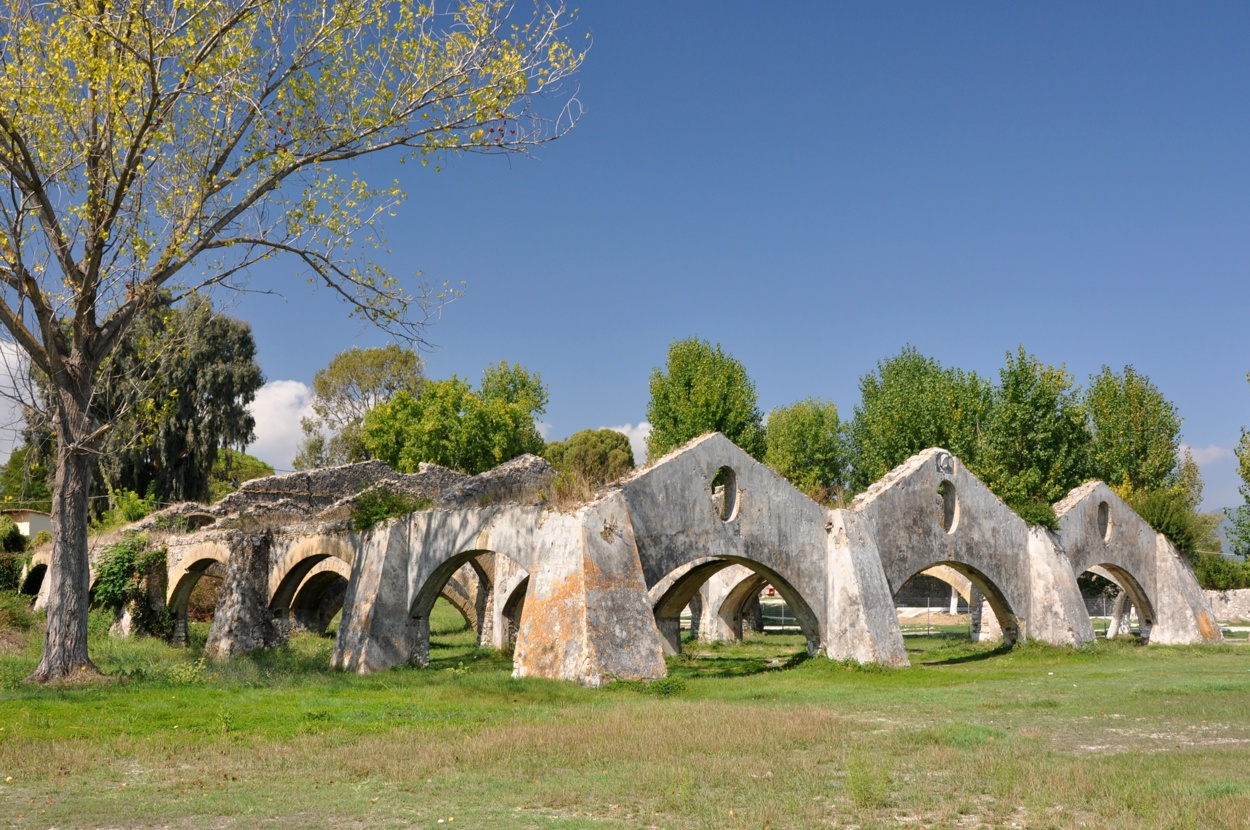
I resti odierni dell'Arsenale a Govino, non lontano da Corfù.

Sempre nel 1716, venne costruito un Arsenale nel vicino paese di Govino, al fine di supportare le operazioni militari navali durante la Seconda guerra di Morea contro il Turco, le quali avevano in Corfù la base principale.

### Età moderna
Viene identificata nell'Odissea con l'isola dei Feaci.
Dopo un breve periodo sotto la dominazione francese, decretata dal Trattato di Campoformio che aveva assegnato ai transalpini l'Eptaneso, detto anche Isole Ionie, l'isola entrò a far parte della Repubblica delle Sette Isole Unite, sotto protettorato russo-ottomano ma a guida veneto-greca. Fu questa la prima esperienza di autogoverno greco (durata 1800-1807), in cui ebbero un ruolo principale i greco-veneti, tra i quali Giovanni Capodistria, nativo di Corfù che fu anche primo presidente della Grecia libera (1830).

Bandiera della Repubblica delle Sette Isole Unite.

Il Trattato di Parigi del 1815 stabilì però che Corfù, sempre insieme alle Isole Ionie di cui è parte, divenisse protettorato del Regno Unito fino al passaggio alla Grecia nel 1864.
Durante la prima guerra mondiale, Corfù servì da rifugio all'Esercito serbo in ritirata che venne trasportato sull'isola dalla Flotta Alleata. Dal 1º maggio 1916 fu sede del CAM di Corfù fino al 1919.
Nel settembre 1923 il neo-primo ministro Mussolini fece occupare per circa un mese l'isola in quella che viene ricordata come la Crisi di Corfù, innescata quando il generale Enrico Tellini, a capo di una commissione per risolvere una disputa di confine tra Albania e Grecia, venne assassinato in territorio greco insieme ai membri del suo stato maggiore.
Nel corso della seconda guerra mondiale, Corfù fu occupata dall'Esercito Italiano nell'aprile 1941. Tale occupazione durò fino al settembre 1943: durante questo periodo, sempre insieme alle Isole Ionie, venne amministrata come entità separata rispetto alla Grecia con l'intento di prepararne l'annessione al regno d'Italia, valendosi dell'appoggio dei Corfioti italiani. In seguito alla resa dell'Italia, Corfù divenne teatro di un'aspra battaglia tra il 18º Reggimento fanteria della Divisione Acqui, comandata dal colonnello Luigi Lusignani, e le truppe tedesche della Wehrmacht. Dopo 12 giorni di attacchi delle forze preponderanti aeree e terrestri tedesche le truppe italiane furono sopraffatte e gli ufficiali italiani, fra cui il tenente Natale Pugliese e lo stesso comandante dell'isola Luigi Lusignani, furono fucilati e i loro corpi gettati in mare dalla fortezza di Corfù. In seguito i tedeschi tentarono di trasportare i prigionieri italiani sopravvissuti in Germania, dal porto di Corfù, utilizzando la motonave Mario Roselli; la nave venne attaccata nei giorni 9 e 10 ottobre 1943 dagli alleati causando più di 1 300 vittime e l'affondamento della stessa. Si calcola che dei 10-11 000 prigionieri italiani presenti sull'isola, solo 2 000 si salvarono.
Dal 1944 è tornata alla Grecia ed è meta di turisti grazie al clima mite e alla bellezza del mare; gli unici resti delle numerose dominazioni sono un palazzo reale di epoca classica, il veneziano Nobile Teatro di San Giacomo e alcune fortificazioni dello stesso periodo.

## Cultura

### Musei
- Museo delle banconote

## Trasporti marittimi

### Compagnie di navigazione che fanno scalo al porto di Corfù
- Grimaldi Minoan Lines - Da Ancona
- Superfast Ferries - Da Bari, Ancona e Venezia
- Ventouris Ferries - Da Bari
- Grimaldi Lines - Da Brindisi
- Minoan Lines - Da Brindisi

### Traghetti in servizio dall'Italia
- Superfast I, Superfast II, Superfast XI, Superfast III, Superfast IV & Ariadne - Superfast Ferries
- Venezia & Florencia - Minoan Grimaldi Lines
- Rigel VII & Rigel V - Ventouris Ferries
- Kydon Palace - Minoan Lines

## Amministrazione
Dal punto di vista amministrativo Corfù costituiva una delle Prefetture della Grecia nella regione delle Isole Ionie.
Dal 1997, con l'attuazione della riforma Kapodistrias, era costituita da 13 comuni e da 3 comunità.

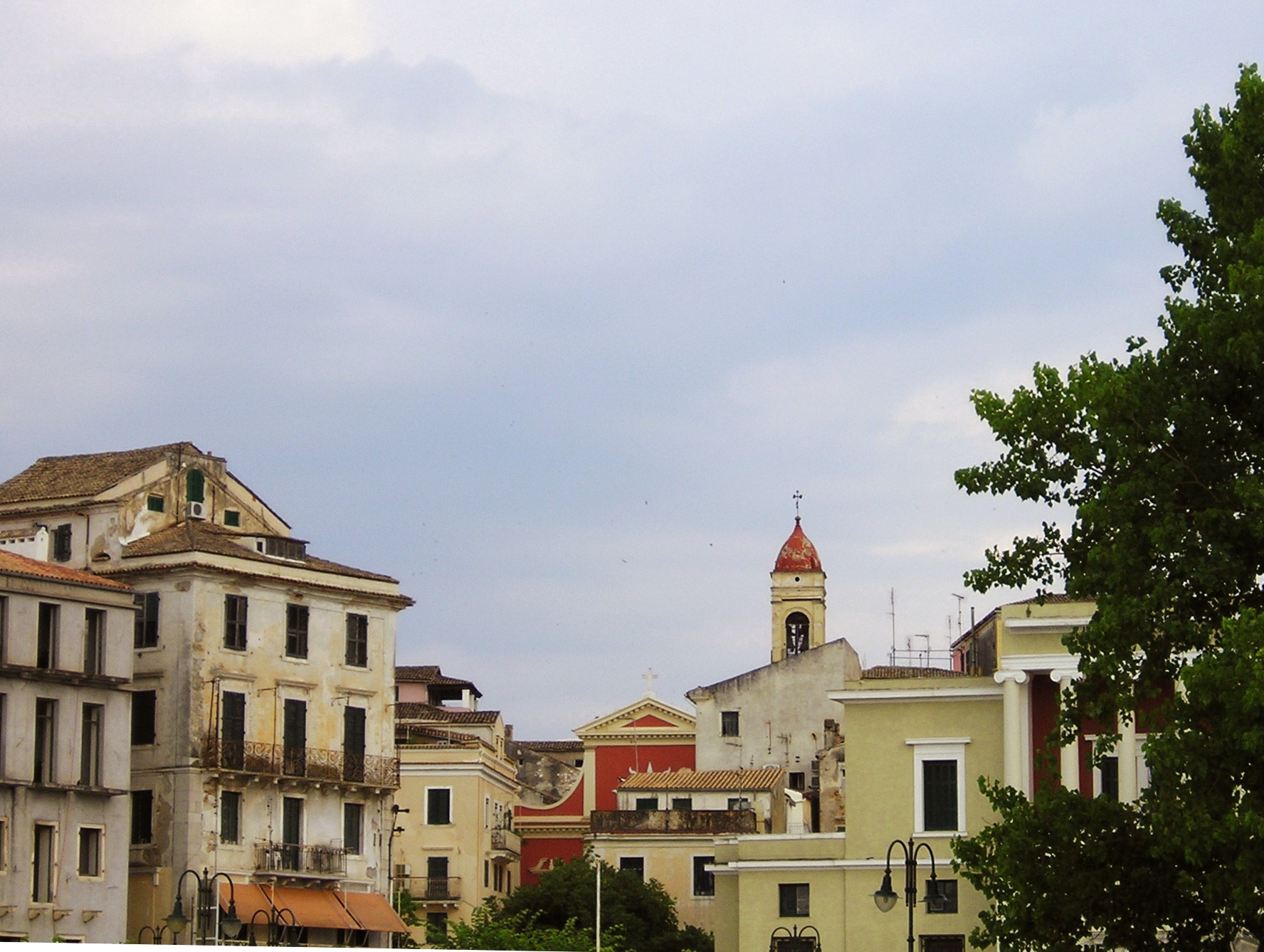
Veduta del centro della città di Corfù; si nota il timpano della chiesa della Santissima Vergine Spiliotissa

| Comune          | Capoluogo (se diverso) |
| --------------- | ---------------------- |
| Achilleio       | Gastouri               |
| Agios Georgios  | Agros                  |
| Corfù           |                        |
| Esperion        | Velonades              |
| Faiakes         | Ipsos                  |
| Kassopaia       | Kassiopi               |
| Korissia        | Argyrades              |
| Lefkimmi        |                        |
| Meliteieis      | Moraitika              |
| Palaiokastritsa | Lakones                |
| Parelioi        | Kokkini                |
| Paxò            | Gaios                  |
| Thinali         | Acharavi               |
| Comunità        | Capoluogo (se diverso) |
| Ereikoussa      |                        |
| Mathraki        |                        |
| Othonoi         |                        |

## Filmografia
L'isola ha rappresentato la location del film, appartenente alla celebre saga di James Bond, Solo per i tuoi occhi. La scena dell'uccisione della Contessa Lisl Von Schlaf è ambientata sulla spiaggia denominata Issos Beach.

## Immagini dell'isola

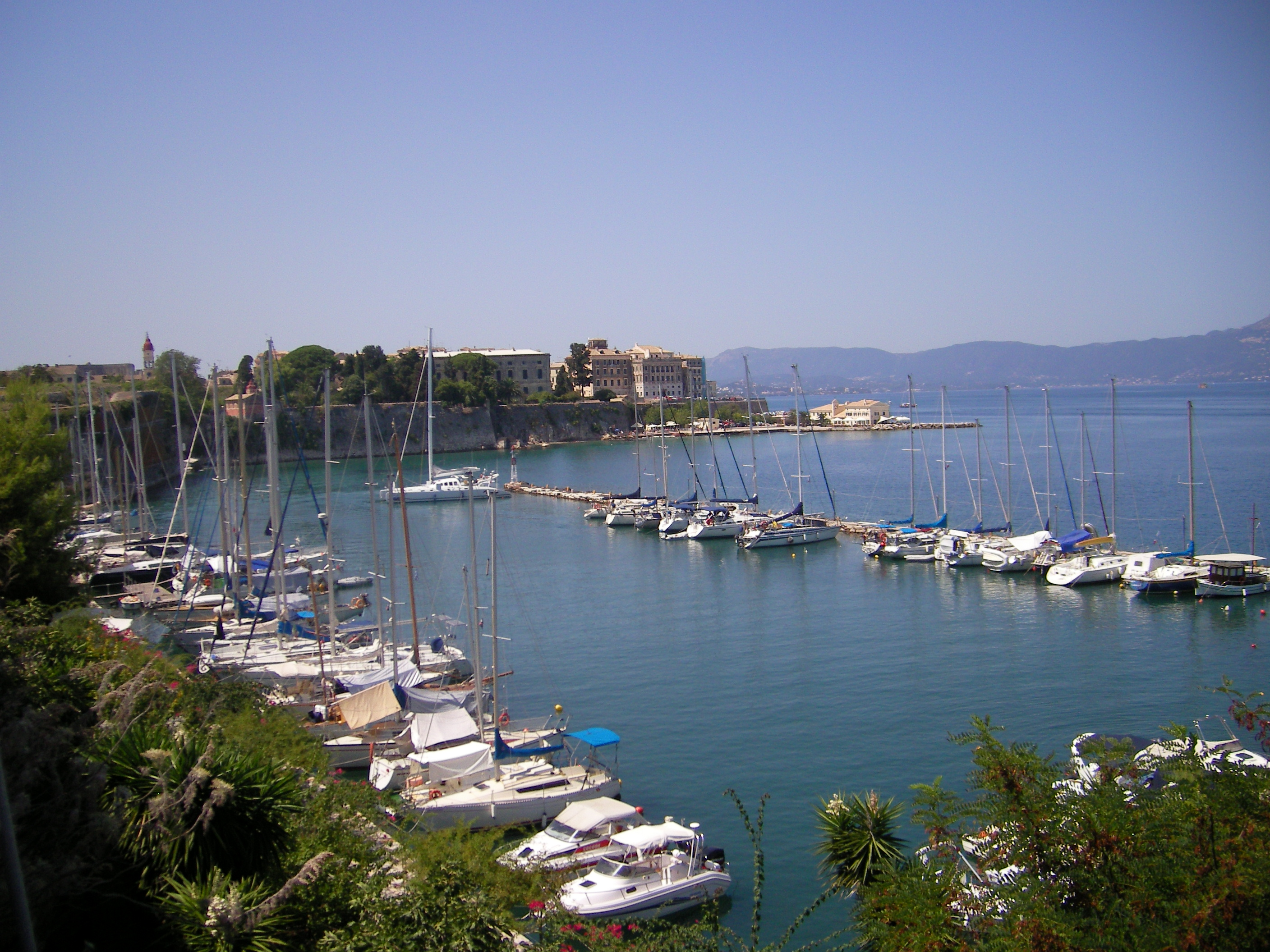
La baia
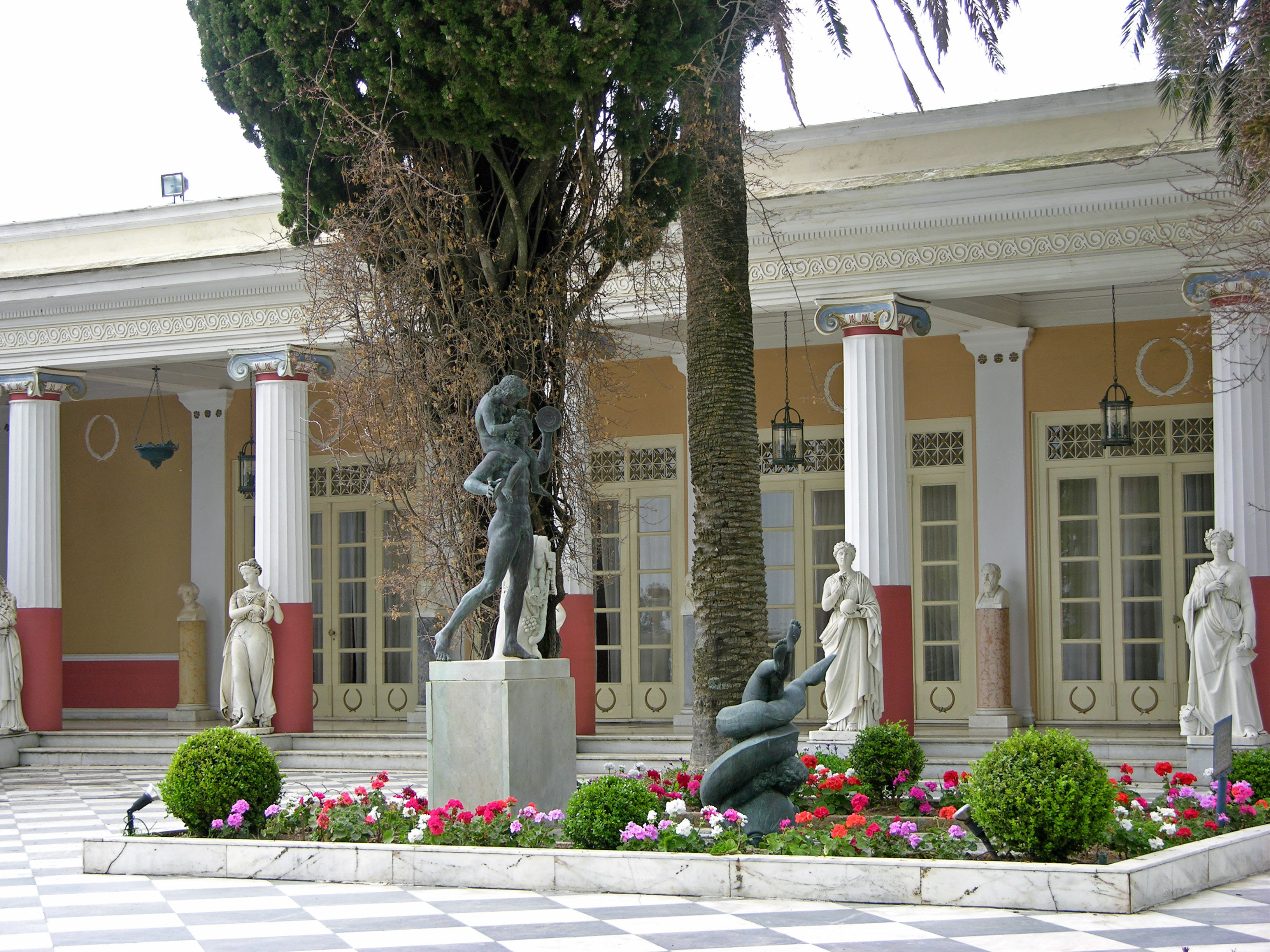
Terrazza dell'Achilleon
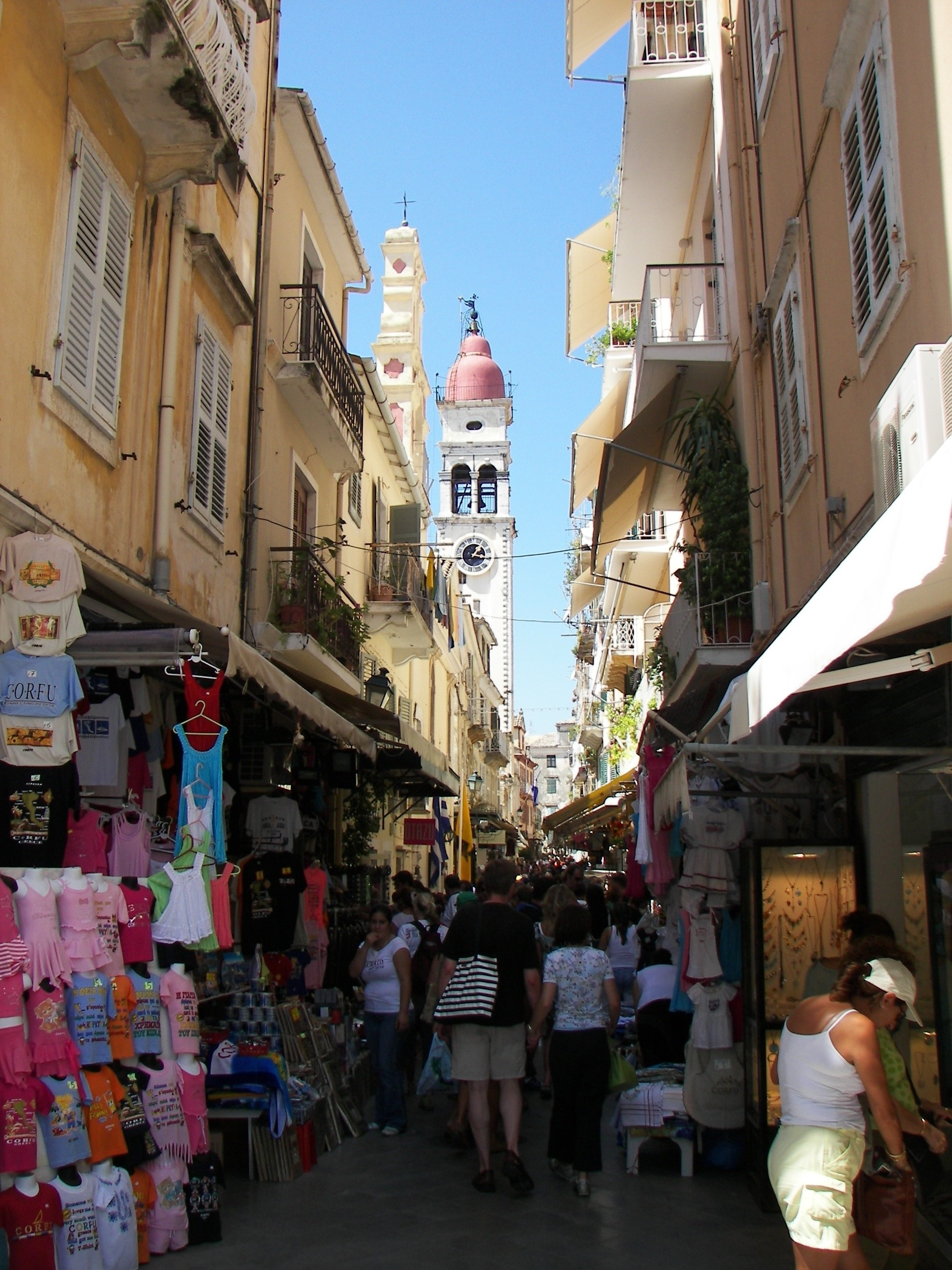
Il campanile della chiesa di San Spyridion tra le bancarelle della kantounia
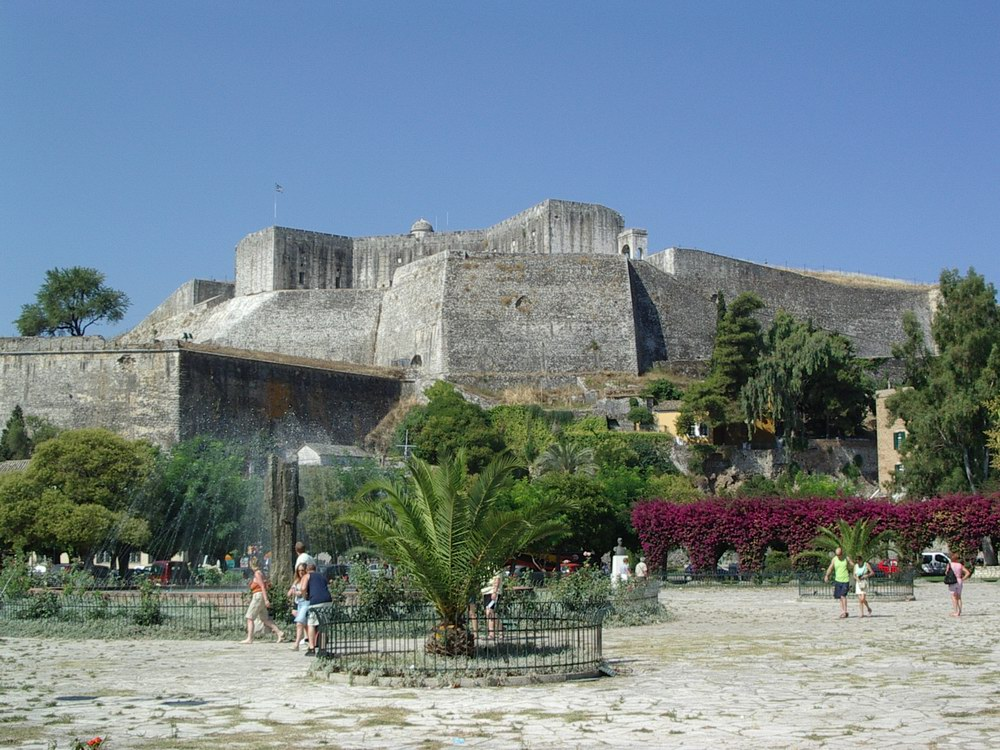
La possente fortezza di Corfù, che domina la parte veneziana della città
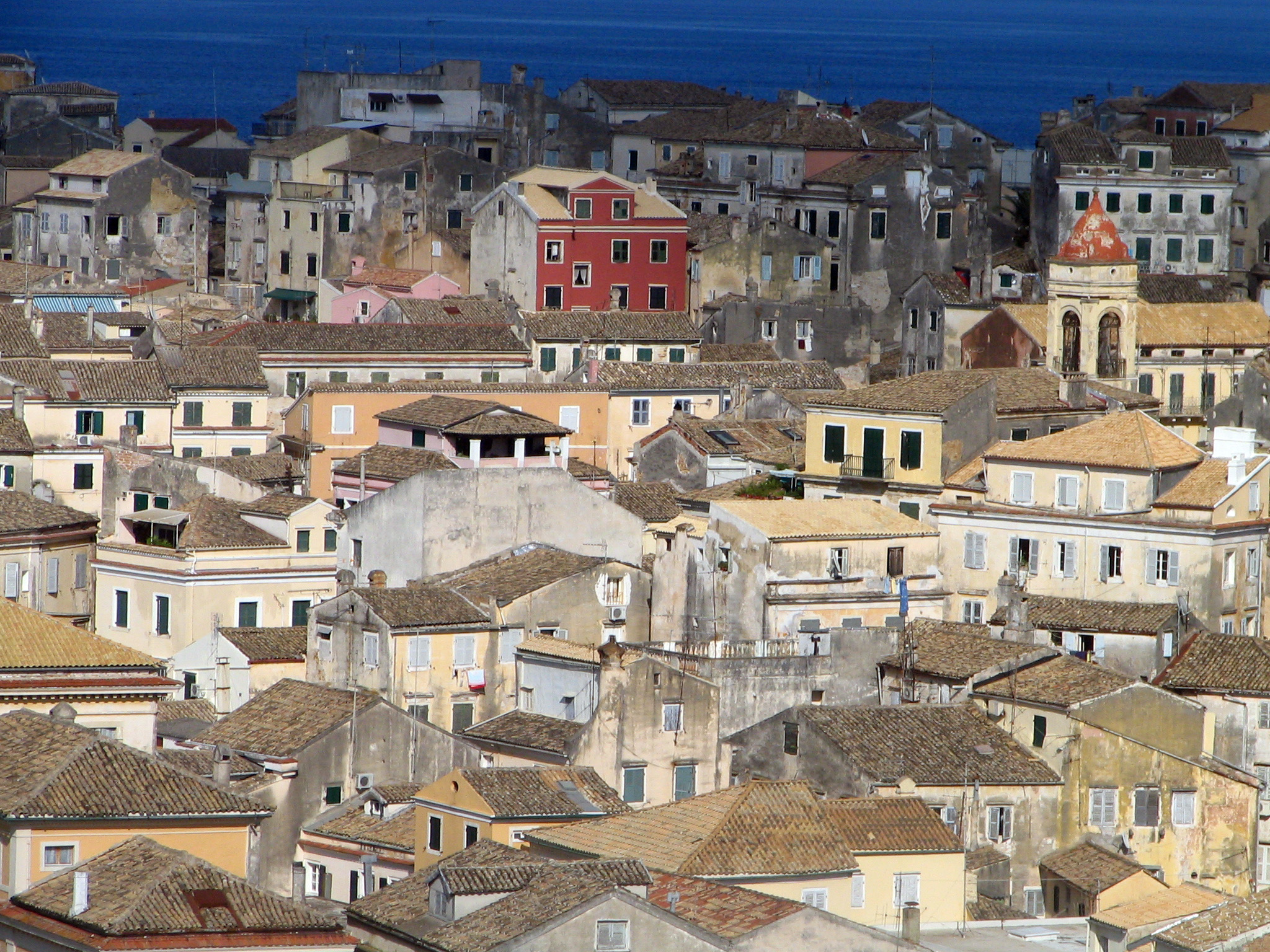
Vista del centro storico della città di Corfù, principale località dell'isola, nel suo stile tipicamente veneziano
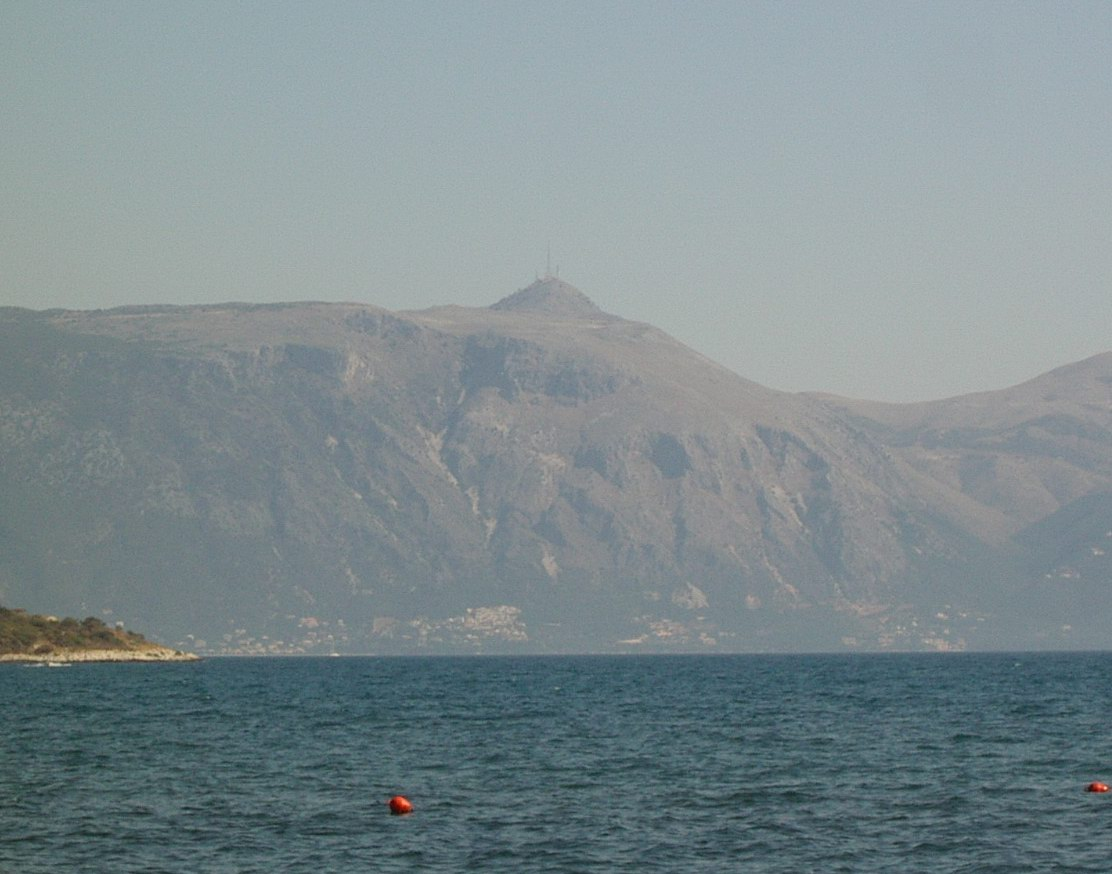
Vista del monte Pantokrator, che raggiunge i 914 metri s.l.m.
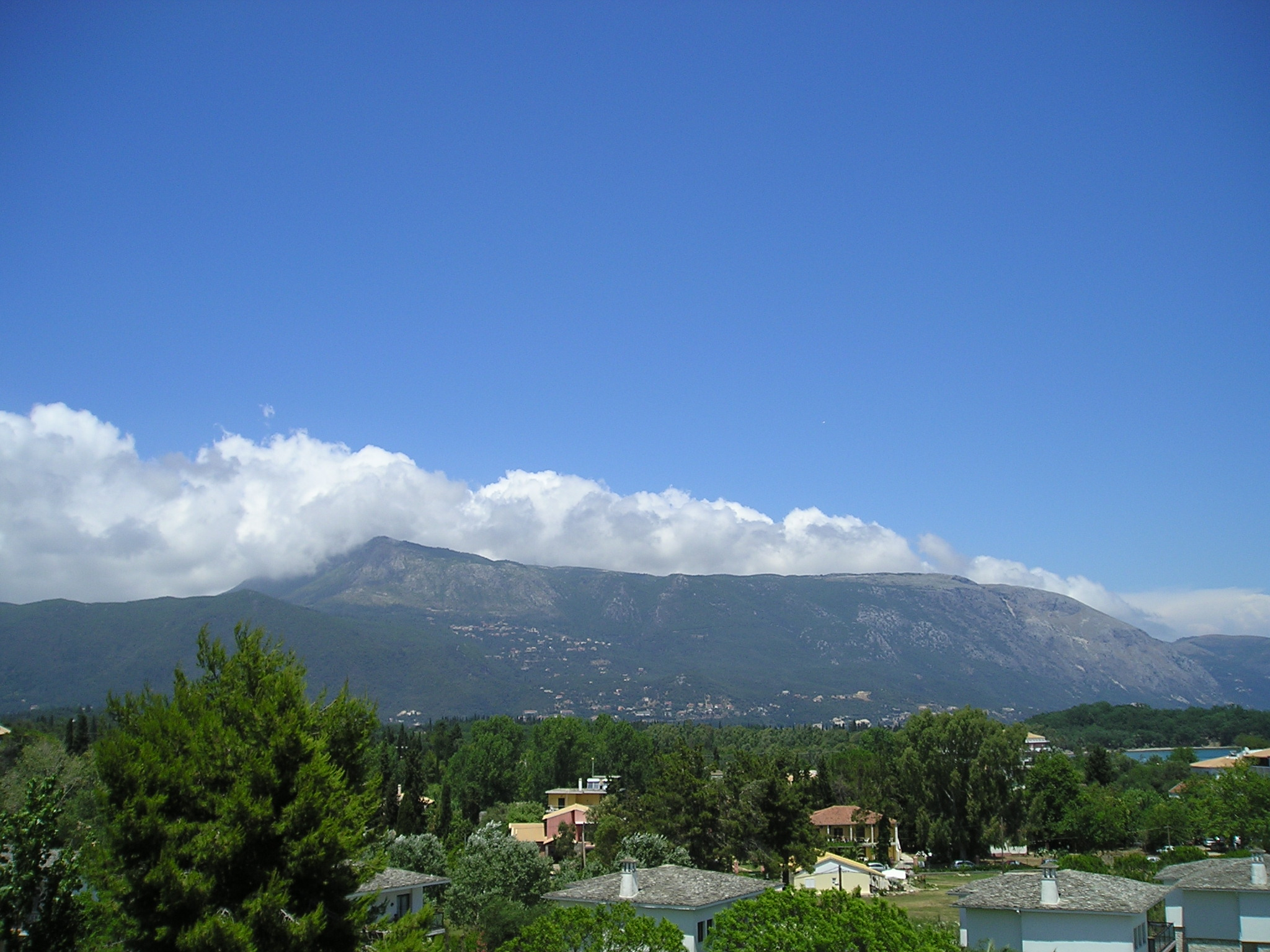
Altra vista del monte Pantokrator
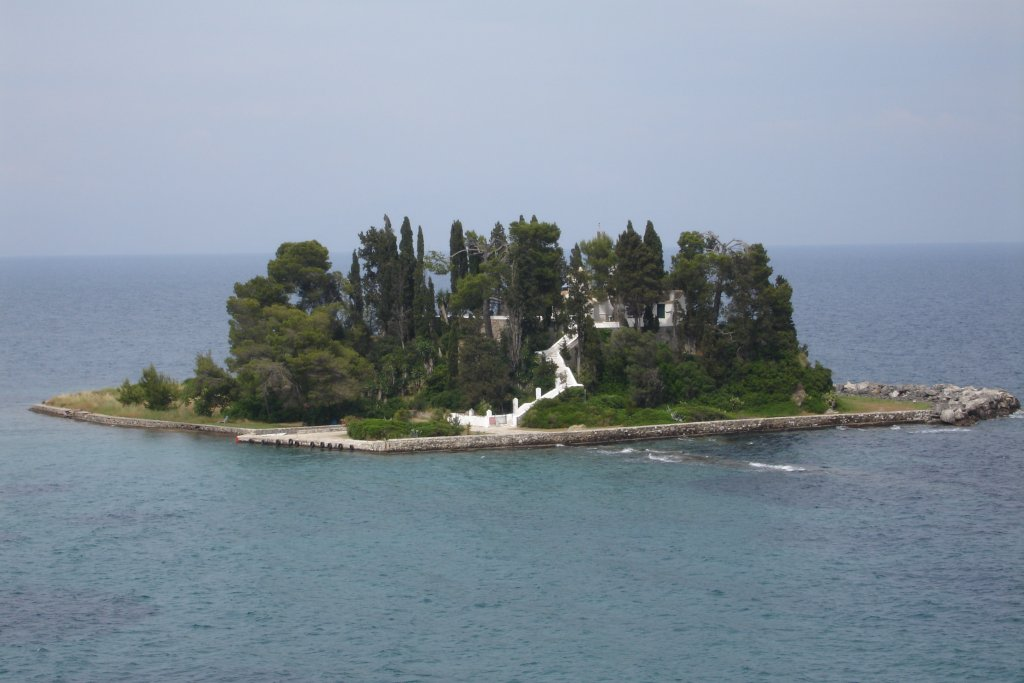
L'isola di Pontikonissi
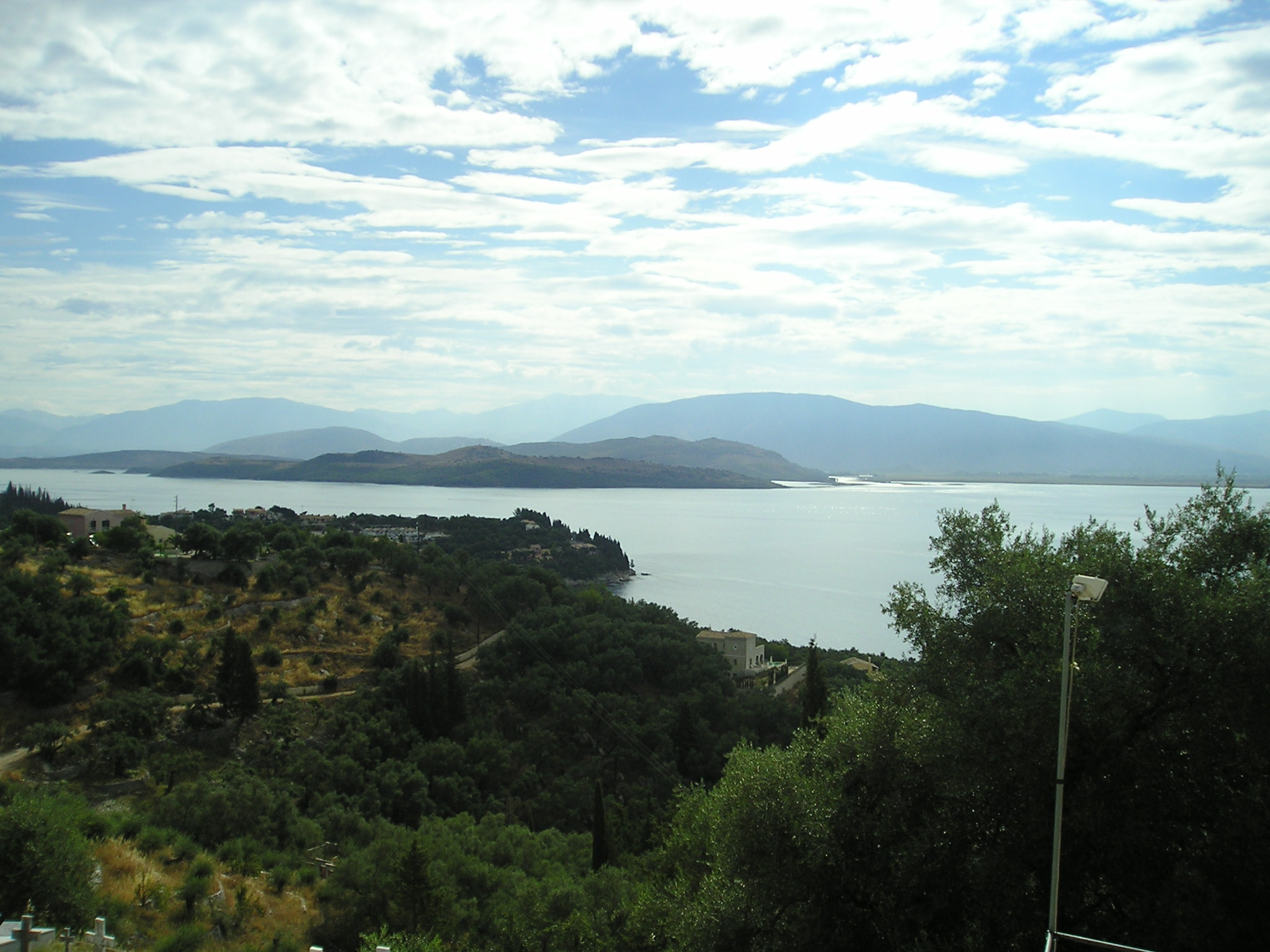
Il belvedere del Canale di Corfù, da dove è possibile vedere nitidamente l'Albania

## Immagini storiche

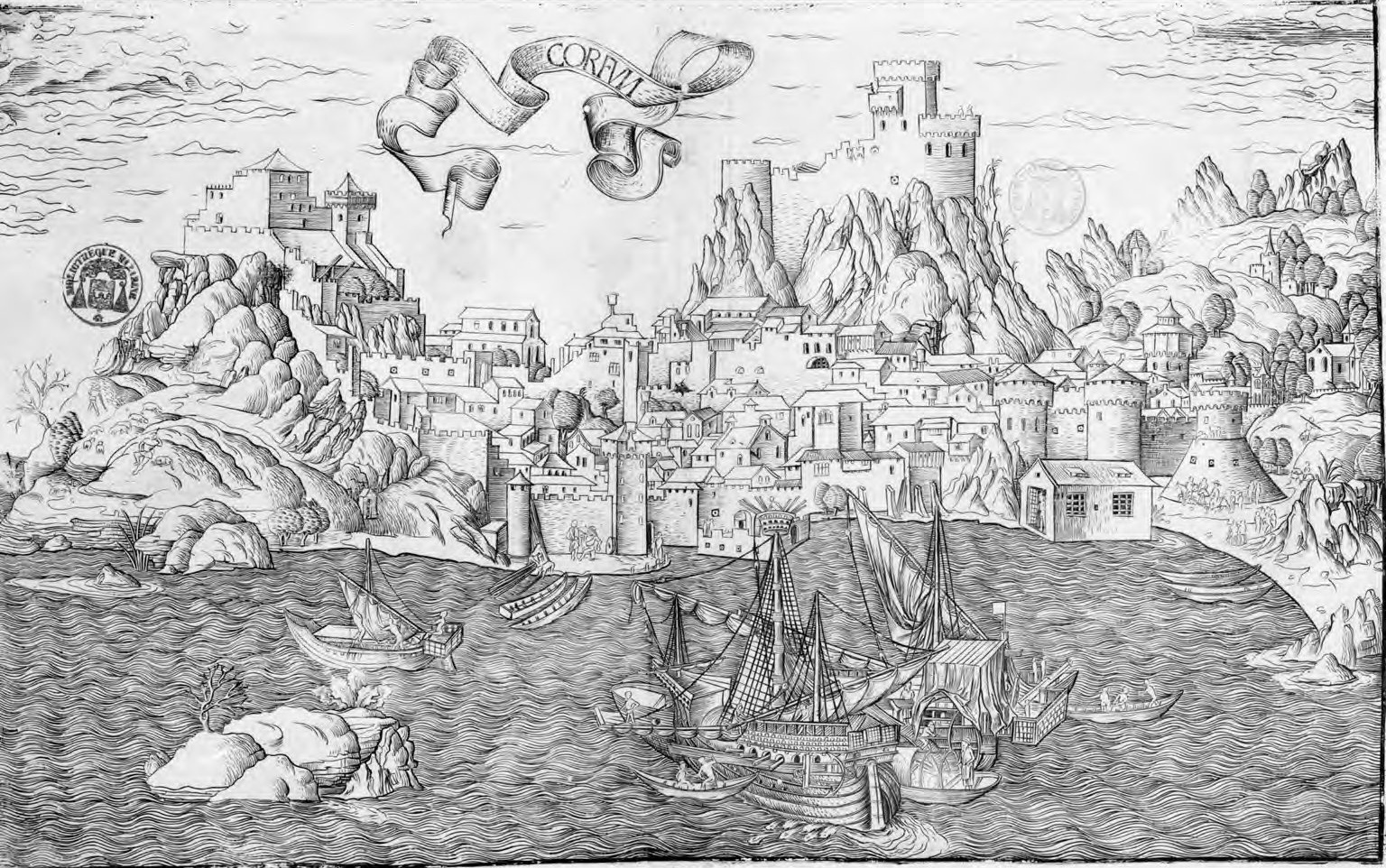
Veduta di Corfù nel 1488, di Bernhard von Breydenbach
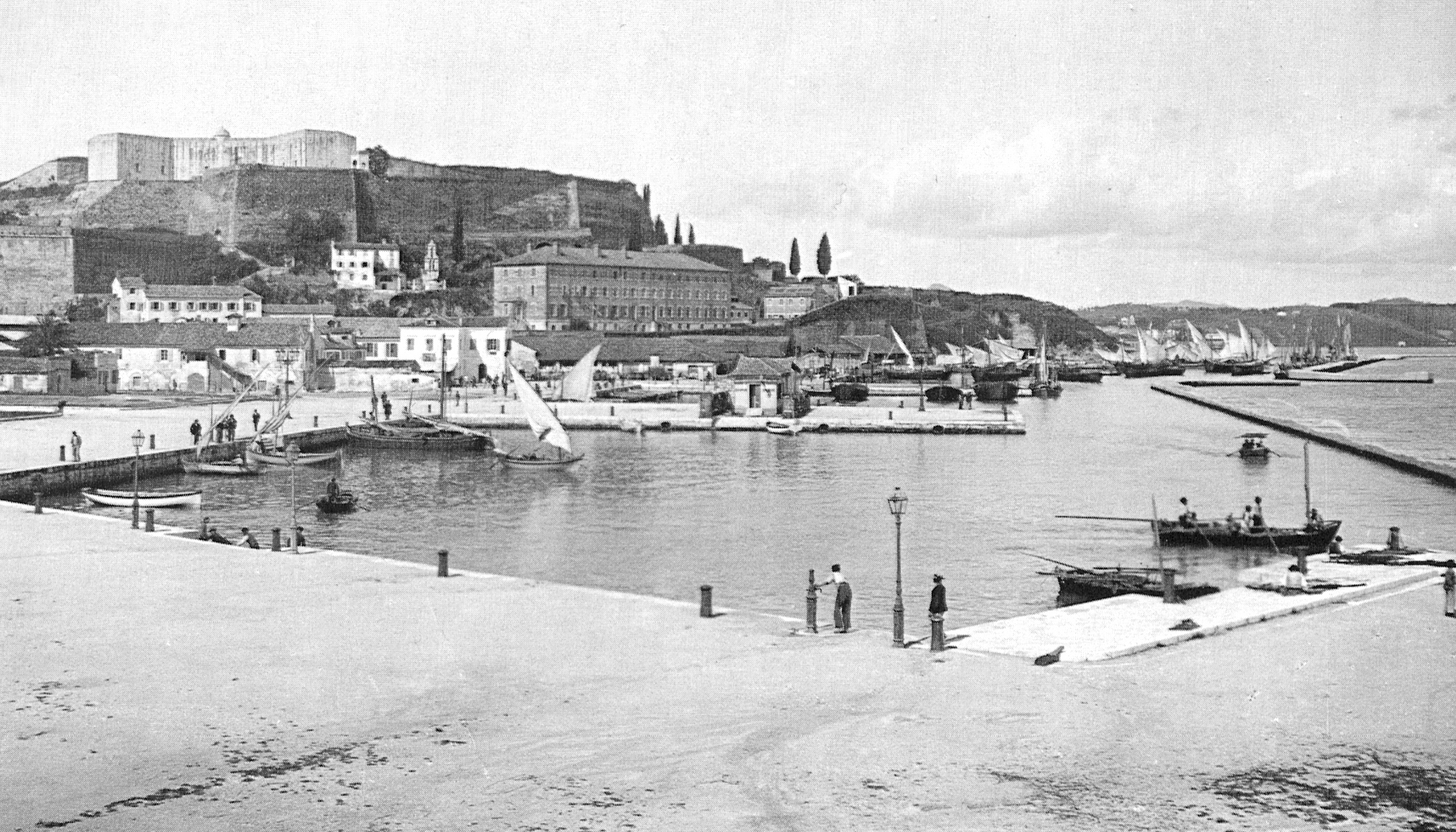
Il porto di Corfù nel 1890

## Gemellaggi[8]
- Giannina
- Vathy
- Assia (Cipro)
- Famagosta
- Pafo
- Tremetousia
- Bari
- Parma
- Belgrado
- Kruševac
- Tai'an
- Saranda
- Meißen
- Troisdorf
- Bethlehem (Pennsylvania)

## Sport

### Calcio
La squadra principale della città è l'Athlitikos Omilos Kerkyra.